# Zollhaus Am Hulsberg
Das Gebäude Zollhaus Am Hulsberg in Bremen, Stadtteil Östliche Vorstadt, Ortsteil Hulsberg, Am Hulsberg 136 Ecke Stader Straße, entstand 1883 nach Plänen wohl vom damals noch Bauinspektor Johannes Rippe. 
Das ehemalige Zollhaus und später Schulgebäude steht seit 1984 unter Bremer Denkmalschutz.

## Geschichte
An der Grenze zwischen Bremen und der Gemarkung Hastedt in der Provinz Hannover im Königreich Preußen wurden eine Konsumptionssteuer erhoben. Bei den drei Pfählen (heute ein Straßenname) wurde der Übergang an der alten Landesgrenze genannt.
Das alte Erheberhaus (Bei den drei Pfählen 11) wurde bei der Überschwemmung von 1881 stark beschädigt und abgerissen. Als Ersatz entstand 1883 als Nr. 13 in der Epoche des Historismus im Stil der Neogotik das neue, verklinkerte, zweigeschossige Gebäude mit seinem markanten Treppengiebel. 1891/92 erfolgte eine Revision des Steuerrechts; bis dahin wurde hier die Steuer erhoben.
Von 1907 bis Ende der 1960er Jahre befand sich in dem Gebäude die Hilfsschule Hastedt mit vier Klassen. Ab 1913 war sie eine Filiale der Hilfsschule an der Mainstraße. Sie erhielt später wieder die Selbstständigkeit.
Seit 1983 befindet sich im Gebäude das BDP Jugendhaus des Bundes Deutscher Pfadfinder_innen. Durch eine Kooperation mit der Grundschule an der Stader Straße erfolgen auch Angebote für Grundschüler.